# El Calvario (Ciudad de Guatemala)
La Iglesia de Nuestra Señora de los Remedios o El Calvario es una de las parroquias seculares católicas más visitadas de la Ciudad de Guatemala.  Originalmente se encontraba en la cima del «Cerro del Cielito» al final de la sexta avenida del Centro Histórico de la Ciudad de Guatemala. En 1936 fue convertido en el Museo Nacional de Historia y posteriormente fue demolido para extender una de las principales vías de la Ciudad de Guatemala.

## Historia

### El Calvario Antiguo
Durante del traslado de la ciudad de Santiago de los Caballeros de Guatemala, la Iglesia de Nuestra Señora de los Remedios fue ubicada provisionalmente en la esquina de la «Calle de los Pasos o de las Estaciones» y la «Calle de la Pedrera» en la parte sureste del Jardín Concordia. Ubicada en una área de una cuerda, la iglesia era una sencilla estructura de paja, que se utilizó para albergar temporalmente a la imagen de Nuestra Señora de los Remedios en 1776.
En 1784 se iniciaron los trabajos de construcción de una iglesia definitiva en las faldas del «Cerro del Cielito», que era el final de la «Calle de los Pasos» y el de la ciudad al sur. La iglesia se inauguró y se bendijo el 20 de febrero de 1787 con el nombre original de «Iglesia de Nuestra Señora De Los Remedios», aunque la construcción finalizó en 1789. Como la iglesia estaba ubicada en la cima del «Cerro del Cielito», para poder llegar al atrio principal se construyó una escalinata de cincuenta gradas de treinta centímetros de altura cada una, en un área de ocho por cincuenta metros.   Este graderío se iniciaba desde «Calle de la Habana» y su construcción fue costead por Juan J. González Batres.  Por lo difícil del acceso a la iglesia, ésta fue apodada como El Calvario por los feligreses.  
Tras la Independencia de Centroamérica en 1821, la constitución del Estado de Guatemala promulgada el 11 de octubre de 1825 estableció los circuitos para la administración de justicia en el territorio del Estado;  en dicha constitución se menciona que el barrio de Los Remedios, que rodeaba a El Calvario era parte del Circuito Sur-Guatemala, junto con los barrios de la parroquia de Santo Domingo y los poblados de San Pedro Las Huertas, Ciudad Vieja, Guadalupe, Pinula, Arrazola, los Petapas, Mixco, Villa Nueva y Amatitlán.
En 1917-18, la estructura resistió muy bien los terremotos que desolaron el resto de la ciudad; la iglesia únicamente perdió uno de sus campanarios, mientras que en su interior solamente se dañaron unas cuantas pinturas coloniales.  Sin embargo, en 1926 el gobierno del general José María Orellana anunció el proyecto de demolición del viejo Templo del Calvario, ya que esto serviría para prolongar la Calle Real hacia el Cantón Tívoli. Los reclamos y solicitudes de los feligresos consiguieron que la demolición no se realizara de inmediato, y que el gobierno de Orellana se comprometiera a que previamente se construiría un nuevo templo a pocos metros del antiguo.

### El nuevo Calvario
El 30 de agosto de 1926 se inició la construcción del nuevo Templo de Nuestra Señora de los Remedios y se inauguró oficialmente el 15 de octubre de 1932, ya durante el primer período presidencial del general Jorge Ubico.  Cuando el nuevo templo estuvo concluido, el antiguo templo fue cerrado y quedó a espera de su demolición; sin embargo, a instancias del historiador Antonio Villacorta, el gobierno de Ubico Castañeda convirtió al antiguo templo en el Museo de Historia. El gobierno también ordenó que se reconstruyera y reacondicinara el edificio, colocando un arco al lado izquierdo del templo.  El Museo de Historia se inauguró el 20 de noviembre de 1935, y funcionó como tal hasta 1944, cuando el general Ubico fue obligado a renunciar por los movimientos populares de junio de ese año.
Los gobiernos revolucionarios se instituyeron tras la Revolución del 20 de octubre de 1944, y cuando ya el Dr. Juan José Arévalo se encontraba en el poder, ordenó que se demoliera el antiguo templo para expandir la sexta avenida.  La demolición terminó en 1946, y fue acompañada de numerosas protestas de los feligreses en contra del gobierno arevalista.

## Galería de imágenes
|                                                            |
| Primera foto conocida del templo. Aproximadamente en 1870. |

|      |
| 1915 |

|      |
| 1918 |

|                            |
| El nuevo Calvario en 1935. |

| |
| Vista aérea del sur de la Ciudad de Guatemala en 1935. Se observa el Fuerte de San José Buena Vista en primer plano, y ambos templos de El Calvario hacia el centro de la fotografía. |

|                                                  |
| El antiguo Calvario convertido en museo en 1936. |

|      |
| 1940 |